# 오모테나시
오모테나시(일본어: おもてなし, 御持て成し, Omotenashi)는 환대와 마음챙김의 개념을 대략적으로 설명하는 일본어 표현이다. 이 용어는 특히 일본 다도의 사회자의 역할을 중심으로 발전했다.
이 용어는 2020년 도쿄 하계 올림픽을 통해 국제적으로 인지도가 높아졌다.